# Popol Vuh (boek)

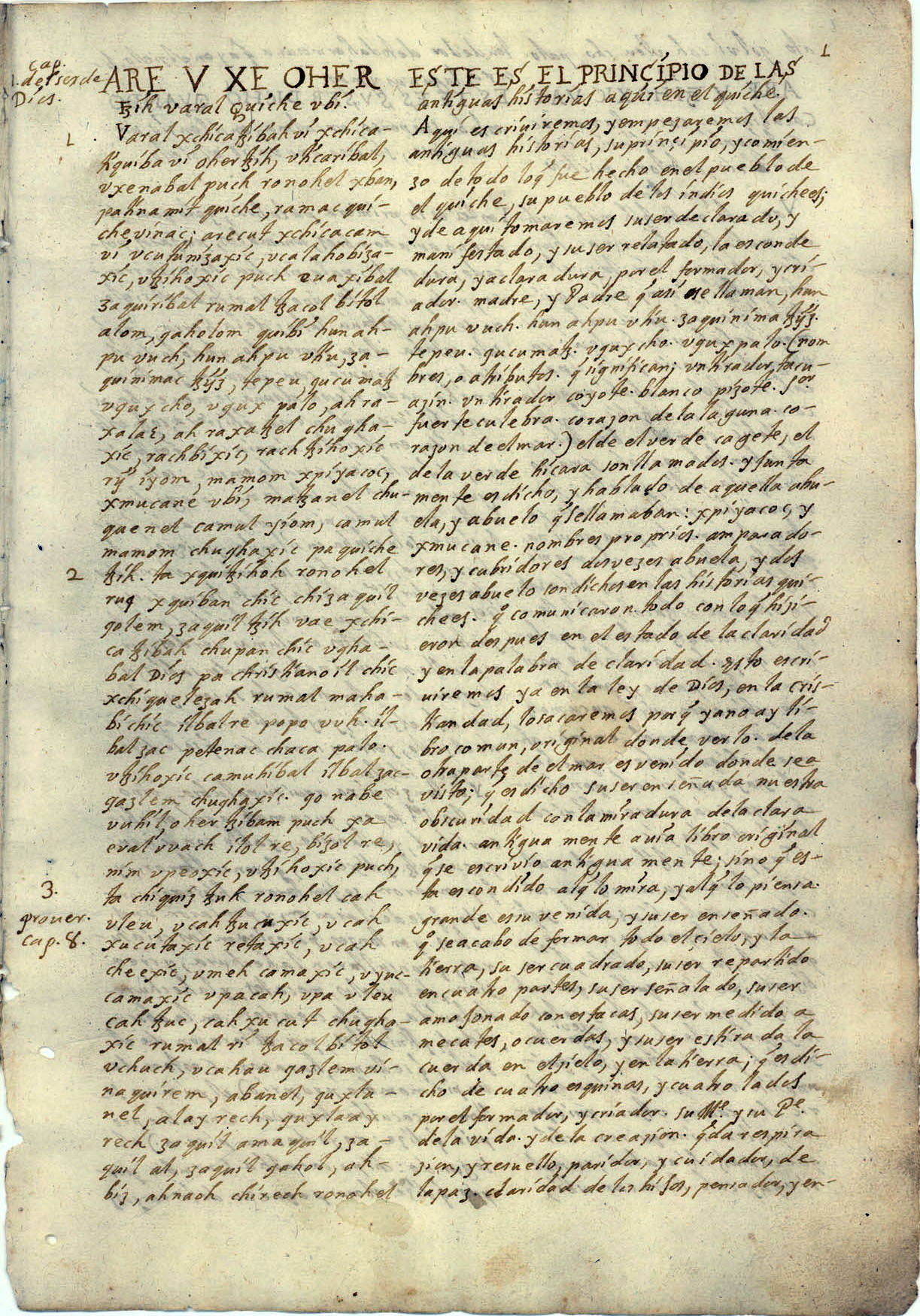
Voorpagina van de Popol Vuh

De Popol Vuh (K'iche': Popol Wu'uj) is een historisch-mythologische tekst van de K'iche' (in de oude spelling: Quiché), een Mayavolk uit Guatemala, die kort na de Spaanse verovering voor het eerst in Europees schrift werd uitgeschreven (midden 16e eeuw). Het document werd vermoedelijk opgesteld door leden van de K'iche'-adel om in de beginnende koloniale maatschappij de eigen positie te legitimeren.
In het eerste deel van de Popul Vuh wordt de schepping van de aarde en de mens uit de doeken gedaan. Het scheppen van de mens lukte niet in een keer: de eerste poging leidde tot de schepping der dieren, de eerste mens van leem was te week, de tweede van hout had geen verstand en liep op handen en voeten, pas de mens van maïs was volmaakt. Té volmaakt en zijn zicht moest worden vertroebeld, zodat z'n wijsheid werd ingeperkt. Hij moest niet als de goden zijn. Tijdens zijn slaap werd z'n echtgenote geschapen. Vier mensenparen, geschapen uit maïs, waren de voorouders van de K'iche'e Maya's. 
Vóór hun geschiedenis verder wordt verteld komen de mythen rond de goddelijke tweeling Hunahpu en Ixbalanqué aan bod: hun overwinning op de trotse Zevenpapegaai en zijn zonen, hun geboorte uit het speeksel van Hun Hunahpu (Een Eenjager) en de ongehoorzame jonkvrouw Ixquic. Ze wilde van de verboden vruchten van de jicara-boom proeven. Die boom was gaan bloeien nadat het lichaam van Hun Hunahpu er in was gelegd. Hij was verslagen door de Heren van de Onderwereld, Xibalba. Hun Hunahpu had al twee zonen en die werden door de goddelijke tweeling, nadat de oudere broers in apen waren veranderd, naar de bossen verjaagd. De tweeling keerde terug naar Xibalba en versloeg er de Heren van de Dood. Daarna stegen de broers op als zon en maan.
De volksverhuizingen van de Maya-stammen, beschreven in het tweede deel, leidden oostwaarts van Tula (Tollan) naar Santa Cruz del Quiché, terwijl in het boek herhaaldelijk geschreven staat dat de Maya's oorspronkelijk uit het oosten kwamen, naar Tula trokken en dat zelfs Tula in het oosten lag. Er moet zich een ramp hebben voltrokken, aangezien de Maya's hun thuisland verlieten, door het duister trokken, slechts in huiden gekleed, in kou en zonder voedsel. Ze moesten door de zee waden en de dageraad afwachten, tot de zon eindelijk het aardoppervlak droogde. 
Drie zonen van de voorouders van maïs trokken 'naar de andere zijde van de zee' in de richting 'waar de zon gemaakt wordt [het oosten]: van daar kwamen onze vaders.' Ze ontvingen van koning Nacxit (Topiltzin Ce Acatl Quetzalcoatl), 'de heer van de zonsopgang', de tekenen van het koningschap en 'de schrift uit Tula', waarin hun geschiedenis stond opgetekend, en keerden er mee terug naar huis.  

## Handschriften en edities
Het eerste handschrift van de Popol Vuh is verloren gegaan: alle edities gaan terug op een kopie uit het begin van de 18e eeuw, het handschrift van Chichicastenango (Chuilá in het K'iche'). Deze 112 bladzijden tellende kopie is van de hand van de pastoor van Chuilá, de Dominicaan Francisco Ximénez (1666-1729) en geeft in twee kolommen de Mayaanse tekst en de Spaanse vertaling. De moderne editiegeschiedenis van de Popol Vuh begint in 1861 met de publicatie van het origineel en de Franse vertaling daarvan door Brasseur de Bourbourg; met het vorderen van het onderzoek naar de traditionele Mayaanse cultuur zijn sedertdien tal van nieuwe, becommentarieerde vertalingen verschenen (met Schultze Jena, Recinos, Edmonson, Tedlock en Christenson als voornaamste).

## Inhoud
Popol Vuh betekent letterlijk 'Boek (vuh) van de Mat (popol)', op te vatten als 'Boek van de Raadsvergadering'. Het is in wezen een geschiedenis van de oorsprong van het K'iche'-koninkrijk Q'umarkaj die teruggrijpt tot in het verre mythologische verleden. De opbouw van de tekst herinnert daardoor enigszins aan die van de Bijbel (van Genesis naar Koningen en Kronieken). Maar ofschoon de kerstening al in volle gang was, is de invloed hiervan op de tekst zelf miniem. 

### Eerste deel

#### Schepping
Het verslag vangt aan bij de schepping van de aarde en de eerste, nog mislukte pogingen om de mens te scheppen. Vooral in dit gedeelte bevinden zich de oudste gebedsteksten die van de Maya's bekend zijn.
'Eens was er het rustende heelal. Geen zuchtje. Geen geluid. Roerloos en zwijgend de wereld. En de ruimte des hemels was leeg'. Zo begint het verhaal over de schepping. 'In het water, door licht omstraald' waren 'Tzakól, de schepper; Bitól, de vormer; de overwinnaar Tepëu en de groengevederde slang Gucumátz; Alóm ook en Caholóm, de verwekkers.' en er was Huracán, 'het Hart van de hemel dat Cabavil heet, hij-die-in-het-donker-ziet. (..) Zijn eerste verschijning is de bliksem, Cakulhá. Zijn tweede de donder, Chipi Cakulhá. zijn derde het weerlicht Raxa Cakulhá. Deze drie vormen het hart van de hemel.' Tepëu en Gucumátz kwamen samen en bespraken de 'schepping van de mens'. Ze schiepen de aarde. De aarde werd gevormd door 'het hart van de hemel' en 'het hart van de aarde', die 'haar het eerst bevruchtten'. Daarna werden de dieren geschapen, 'onze eerste werken, onze eerste wezens', maar de verwekkers Tzakól en Bitól waren ontevreden, omdat de dieren niet spreken konden en de goden niet konden prijzen en vereren. 'Daarom zullen wij anderen scheppen, die bereidwillig zijn.' 
Er werd een nieuwe poging ondernomen om de mens te scheppen. 'Uit leem maakten zij het vlees van de mens, maar 'het was te week, het was zonder beweging en zonder kracht (..) het had geen verstand'. Het kon niet lopen of zich vermenigvuldigen en werd vernietigd. De verwekkers besloten: 'Laten we tegen Ixpiyacóc [Dagoervader, grootvader], Ixmucané [Schemeringsoermoeder, grootmoeder], tegen Hunahpú-Vuch en Hunahpú-Utiú zeggen: Probeer het nog eens.' 
Ixpiyacóc 'wierp het lot' met tsité-bonen en er werden 'mensen van hout' geschapen. 'Uit tsité was het vlees van de man gemaakt, maar het vlees van de vrouw (..) uit riet.' De houten mensen 'hadden geen ziel, geen verstand (..) zij liepen op handen en voeten. (..) Dat waren de eerste mensen, talrijk leefden zij op het aangezicht der aarde.' Ook zij werden vernietigd, geslagen door stokken en stenen, potten en pannen, verscheurd door honden, verdronken in een vloed. 'En men zegt dat hun nakomelingen de apen zijn die nu in de bossen leven. Aan de apen kan men degenen herkennen waarvan de schepper en vormer het vlees uit hout maakten. Daarom lijkt de aap op de mens, als herinnering aan een schepping van mensen, aan mensen die niets anders waren dan poppen van hout.'

#### De Goddelijke Tweeling
Daarna worden de daden van de zonen van Ixquic, de Heldentweeling Hunahpu en Ixbalanqué beschreven: hun onschadelijk maken van de trotse Zevenpapegaai, een vogeldemon en diens twee zonen Zipacná (de Sterke) en Cabracán (de Schokker, Tweebenige). Zipacná had '400 jongelingen' de dood ingejaagd, die eerst met een enorme boomstam Zipacná hadden willen begraven in een kuil. Zipacná wordt door de heldentweeling gedood met een list. Ze maakten een kreeft en legden die in het water aan de voet van een berg. Toen Zipacná er naar dook, schoof de berg over zijn borst. Cabracán werd uitgeschakeld door hem een met witte kalk bestreken vogel te eten te geven, waardoor hij al zijn kracht verloor en geboeid werd begraven. 
Pas ná de dood van Zevenpapageaai en zijn zonen, wordt verteld hoe de heldentweeling geboren werd. De broers Hun Hunahpu en Vucub Hunahpu (Een-eenjager en Zeven-Eenjager) verloren in de Onderwereld hun leven in de strijd met Eendood en Zevendood en het lichaam van Hun Hunahpu werd in een jicara-boom gehangen, die daarop wonderschoon begon te bloeien. Ixquic, de dochter van een van de Heren van Xibalba, de Onderwereld, wilde van de jicara's proeven, sprak met het hoofd van Hun Hunahpu en ontving zijn speeksel op haar hand. Daarna was ze zwanger en werd ze door de Heren van Xibalba verjaagd. Ze trok naar het huis van Ixmucané, de moeder van Hun Hunahpu en Vucub Hunahpu. Ixmucané verzorgt de twee zonen van Hun Hunahpu's eerdere vrouw. Ixquic moet aantonen dat ze werkelijk de zonen van Hun Hunahpu draagt. De heldentweeling wordt geboren. 
Dan volgt het verstoten van Een-Aap en Een-Meester, twee jaloerse oudere broers naar de bossen, en vooral het wreken van de vader door de onderwerping van de onderwereld, een avontuur waarin het Meso-Amerikaans balspel een grote rol speelt. Hunahpu en Ixbalanqué veranderen respectievelijk in de zon en de maan.

#### Voleinding van de schepping
Ten slotte volgt de 'voleinding van de schepping': 'Verschijnen moeten zij, die ons onderhouden en ons voeden, de stralende zonen van het licht.' De 'stof des levens' werd gevonden, 'uit Pan Paxil en Pan Cayalá [een wondermooi land vol aangename dingen] kwamen de gele en witte maïskolven.' Er waren vier dieren die de gele en witte maïs brachten: de wilde kat, de coyote, de papegaai en de raaf. Ixmucané wreef de maïskolven fijn en maakte negen dranken, die 'kracht en overvloed' gaven, waaruit 'de kracht en de sterkte van de mens' werd geschapen. Uit maïsbrij werden de vier voorouders van de K'iché geschapen: Bosjaguar, Nachtjaguar, Heer van de nacht en Maanjaguar. Zij werden geschapen en gevormd, z waren niet uit een vrouw geboren. 'Slechts door een wonder, door toverij werden zij geschapen en gevormd door Tzakól, Bitól, Alóm, Caholóm, Tepëu en Gucumátz. (..) Verstand was hun geschonken. Zij schouwden naar binnen en tevens keken zij in de verte; zij kwamen zover dat zij alles zagen, alles kenden wat er op de wereld bestaat (..) Groot was hun wijsheid. (..) En wat groot of klein is aan de hemel of op de aarde - wij zien het. (..) Spoedig kenden zij alles.' Maar de schepper en vormer waren niet tevreden en zeiden: 'Moeten zij dan ook goden zijn? (..) Moeten zij tenslotte gelijk zijn aan ons, die hen schiepen en die heel in de verte kunnen zien, alles weten en alles zien?' Daarop wierp Huracán 'een sluier over hun ogen. En die werden troebel (..): zij konden nog slechts zien wat dichtbij was (..) Zo werden de wijsheid en alle kennis van de vier mensen van de oorsprong en het begin vernietigd.' 
Toen werden de echtgenoten geschapen, zij verschenen 'gedurende de slaap': Hemelwater was de vrouw van Bosjaguar, bronwater van Nachtjaguar, Kolibriwater van Heer van de nacht en Papegaaiewater van Maanjaguar. 'Zij verwekten de mensen, de kleine en de grote stammen. En zij waren de oorsprong van ons, van de Quiché-stam. (..) Er waren er meer dan vier, maar vier waren de verwekkers van onze Quiché-stam. verschillend waren de namen van allen, toen zij zich daar in het oosten vermeerderden, en talrijk waren de namen van de stammen: Tepëu [Tepëu-Yaqui], Olomán [Olméca's], Cohá, Quenéch, Aháu. Zo noemden zich de stammen toen zij zich daar in het oosten vermeerderden. Ook de afkomst van de Tamúbstam en van de stam Ilocáb is bekend, ginds vanuit het oosten kwamen zij gezamenlijk. Balam-Quitzé, Bosjaguar, was de grootvader en vader van de negen grote Cavéc-families. Nachtjaguar, Balám-Acáb was de grootvader en vader van de negen grote Nimhaib-families. Mahucutáh [Heer van de nacht] de grootvader en vader van de vier grote Ahau-Quiché-families. Drie familiegroepen waren er; maar zij vergaten de naam van hun grootvader en vader niet, niet degenen die zich verbreidden en vermeerderden in het oosten. Ook de Tamúb en Ilocáb kwamen [in Tula] aan en dertien bijstammen, de dertien van Tecpán [Pocomanes en Pocomchis]. En de Rabinales, de Cakchiqueles, die van Tzikinahá. en die van Zacahá en van Lamák, Cumatz, Tulhalhá, Uchabahá, die van Chumilahá, die van Quibahá, die van Batenabá, Acul-Uinák, Balamihá, de Canchahéles en de Balám-Colób. (..) Zij vermeerderden zich ook daar [in het donker] in het oosten. (..) Zij leefden allen samen en in het oosten trokken zij rond. (..) Er waren vele donkere en lichte mensen. (..) Zij hadden één enkele taal.' Ze beschouwden de morgenster Venus en verwachtten de (nieuwe) zon.

### Tweede deel
Met de 'schepping van de mens uit maïs' gaat de mythologische oertijd over in een meer legendarisch verslag van de daden van de eerste voorouders, hun omzwervingen en oorlogen, om zo toe te werken naar de stichting en verdere lotgevallen van het K'iche'-koninkrijk.

#### Tula
De vier aartsvaders Balam-Quitzé, Zeewater was zijn vrouw, Balam-Acab, Bronwater was zijn vrouw, Mahucutáh, Kolibriwater was zijn vrouw en Ixqui-Balám, Papegaaiewater was zijn vrouw, van de 'Ahau Quiché's' hadden over een stad gehoord, Tula(n), Zevengrot (de Azteekse Chicomoztoc, 'zeven grotten'), Zevenkloof, waar ze via een lange zwerftocht door het 'duister van de nacht' heen trokken. Ze verlangden de grote ster, de 'zonnedrager', 'zonnebrenger', (Venus de Morgenster), de 'geboorte van de zon', te zien. Ook de Tamub en Ilocáb trokken daarheen. Daar ontvingen ze hun goden: Tohil (Quetzalcoatl), Avalix, Hacavitz en Nicahtacáh. De drie Quiché-stammen verenigden zich onder hun gemeenschappelijke god Tohil. Verschillende stammen kwamen in Tula bijeen: de Rabinal, Cakchiqueles, die van Tzikinahá en Yaqui. In Tula veranderden hun talen, zodat ze elkaar niet meer konden verstaan, want in Tula scheidden de stammen zich. De volken waren arm, droegen slechts dierenhuiden en hadden weinig voedsel en geen vuur. Tohil gaf hen vuur. Door zware regen en een hagelbui ging het vuur weer uit en de stammen vroegen de Quiché's, die van Tohil als enigen voor de tweede maal vuur kregen, om vuur. 'Stammen wij niet uit één wortel, werden wij niet op dezelfde bergen geschapen en gevormd?' Tohil stelde als voorwaarde, dat ook de andere stammen zich met hem verenigden. De stammen werden geofferd, vernederd en aan de Quiché's onderworpen. Toen lieten de Quiché's 'het oosten achter zich', zij 'braken [op] uit het oosten'.

#### Hacavitz
De Quiché's verzamelden zich op de berg 'Plaats van de raad' en gingen door 'de zich delende zee'. 'Drijfzand' noemde men de plaats. Ze zochten bossen op om de godenbeelden van Tohil, Avilix en Hacavitz te verbergen, die ze 'in netten van lianen' meegedragen hadden 'sedert zij waren opgebroken vanaf de Tulangrot, ginds in het oosten'. Hacavitz verdween 'in een naakte berg' en daar wachtten ze de opkomst van de zon af. Toen 'haalden zij de wierook tevoorschijn die zij uit het oosten voor dit ogenblik hadden meegebracht.' De zon verscheen. 'En dadelijk droogde de zon het gezicht van de aarde. (..) dadelijk droogde het aardoppervlak.' De godenbeelden versteenden. Op de berg Hacavitz 'dachten zij vol smart aan het oosten, vanwaar zij gekomen waren. Het waren hun heuvels geweest, vanwaar zij weggetrokken waren (..) Ook waren er vissers daar in het oosten, de zegevierdende Olméca's, bij hen zijn we niet gebleven'. 
De goden lieten zich als 'jongelingen' zien als aan hen wierook werd geofferd, 'als nágual traden zij uit het gesteente tevoorschijn.' De vier aartsvaders, de offerpriesters, verdwenen in het bos, joegen de stammen angst aan, verscheurden mensen en wilden stammen aan de goden offeren. Ze kregen van de goden Patzilib, een met bloed doordrenkte huid, een teken uit Tula. De mensenjacht begon en stammen werden afgeslacht. De goden baadden als jongelingen in de 'Badplaats van Tohil' en de stammen wilden hen met drie meisjes verleiden: Ixtáh, Ixpúch en Quibatzunáh. Maar de goden gaven de meisjes geschenken, zogenaamd als bewijs dat ze zich aan de goden gegeven hadden: drie mantels, met daarop de jaguar, de adelaar en bijen en wespen geschilderd. De vorst van de stammen trok de mantels aan, 'praalde met zijn naakte geslacht voor aller ogen', en werd toen gestoken door bijen en wespen van de derde mantel. Zo zegevierde Tohil over de stammen. De stammen ('meer dan 20.000 krijgers') kwamen in opstand en wilden de aartsvaders, die zich op de top van de berg Hacavitz met hun gezinnen verschanst hadden, vernietigen. Ze wilden Tohil wel aanbidden, maar zich eerst 'van hem meester maken.' De aanvallers werden eerst in slaap gebracht, hun wapens en sieraden werden hen ontstolen, hun wenkbrauwen en baarden afgesneden. Toen trokken ze naar de top van de berg. De aartsvaders plaatsten 'insectenkorven' in vier grote pompoenen op de hoeken van de palissade rond hun vestiging, waarachter houten gewapende poppen waren opgesteld. De krijgers werden door de insecten verslagen, toen de deksels van de pompoenen werden gelicht, en afgemaakt. Alle stammen onderwierpen zich. Hacavitz was de eerste nederzetting. 
Balam-Quitzé had twee zonen: Co Caib en Co Cavib. Balam-Acab had twee zonen: Co Acul en Co Acuték. Mahucutáh had een zoon: Co Ahau en Iqui-Balám had geen zonen, 'hij was een werkelijke offerpriester'. De aartsvaders gingen heen en lieten een 'teken van het verbond' achter, Pisom K'ak'al, een naadloze rol die uit veel doeken bestond. 'Van deze heren stamt dus het volk af. (..) de eerste mensen die over de zee vanaf de opkomst van de zon waren gekomen.' Nu werd er door Co Caib (van het huis Cavéc), Co Acuték (van het huis Nihaib) en Co Ahau (van het huis Ahau Quiché) besloten naar het oosten te trekken, 'naar de andere zijde van de zee'. De drie zonen gingen naar Nacxit (Topiltzin Ce Acatl Quetzalcoatl), de 'heer van de zonsopgang'. Ze ontvingen van hem de tekens van de koninklijke macht en 'zij brachten over zee de schrift uit Tula. De Schrift noemden zij die, waarin hun geschiedenis stond opgetekend.' De drie zonen keerden terug en nadat de vier vrouwen van de aartsvaders waren gestorven werden er andere bergen opgezocht om zich te vestigen. 

#### Santa Cruz
Chiquix werd de nieuwe stad en op vier heuvels verschenen steden met dezelfde naam. Daarna kwamen de steden Chiquix, Chicác, Humetahá, Kulbá en Cavinál op. De zonen van de aartsvaders stierven. De 'ouden en de vaderen' verenigden zich in de heuvelstad Chi Izmachi. Er waren drie grote families, van het huis Cavéc, Nihaib en Ahau Quiché. De Ilocáb kwamen in opstand, maar werden door koning Co Tuhá gevangengenomen. In die tijd is de gewoonte van het offeren van mensen voor de godenbeelden begonnen. Drie geslachten regeerden over de stad Izmachi. Daarna kwam de stad Cumarcaáh (het Azteekse Utatlan, Santa Cruz del Quiché) onder de koningen Co Tuhá en Gucumátz op, waar de drie huizen in negen families werden gescheiden en het rijk in vierentwintig onderafdelingen (en vierentwintig regerende huizen) werd gesplitst. Vervolgens kwam Chichicastenango op. Driehert en Negenhond, het twaalfde koningsgeslacht van het huis Cavéc, regeerden toen de Spaanse veroveraar Pedro de Alvarado aankwam. Zij werden door de Spanjaarden opgehangen. Don Christóbal was de gebieder van het huis Nihaib in de tijd van de Spanjaarden. 
Het einde van de Popol Vuh luidt: 'Er is niets meer te zien. De oude wijsheid van de koningen is verloren gegaan. Zo is nu alles ten einde in Quiché, dat Santa Cruz wordt genoemd.'

## Voorgeschiedenis
Het mythologische gedeelte van de Popol Vuh heeft een grote tijdsdiepte. Hoofdfiguren daaruit zoals Heldentweeling, Brulaapgoden, en onderwereldgoden blijken al in de Klassieke Mayabeschaving (tot 900 na Chr.) een belangrijke rol te hebben gespeeld en veelvuldig op beschilderd aardewerk te zijn afgebeeld. Een van de heldentweelingen, Hunahpu, had een rechtstreekse band met het toenmalige koningschap (zie Ahau). In hoeverre de avonturen van de Klassieke heldentweelingen samenvielen met die van de Quicheaanse, is een omstreden kwestie.

## Doorwerking in het heden
Charles Étienne Brasseur de Bourbourg betitelde al in 1861 de Popol Vuh als 'het heilige boek'. Deze impliciete vergelijking met het heilige boek van joden en christenen gaat niet helemaal op. Allereerst heeft de Popol Vuh als geheel geen universele stichtelijke strekking en daarnaast was het mythologische gedeelte van de Popol Vuh, voor zover bekend, geen onaantastbare, in principe onveranderlijke tekst gelijk de Bijbel. In de strijd om de eigen culturele identiteit is de tekst echter voor veel moderne Maya's inderdaad tot een soort heilig boek geworden en een nieuw, pan-Mayaans leven begonnen. Vertalingen in andere Maya-talen dan alleen het K'iche' hebben daaraan bijgedragen. Ofschoon de Popol Vuh bij alle Guatemalteken als nationaal erfgoed geldt, vertegenwoordigt hij voor deze Maya's en hun organisaties het bij uitstek eigene.

## Verwijzingen
- Ruud van Akkeren, 'Authors of the Popol Vuh'. Ancient Mesoamerica 14: 237-256.
- Mario Coolen, Indiaanse wijsheid, Indiaanse theologie. Over Indiaanse cultuur als bron van wijsheid en van gedachten over God. Solidaridad, Utrecht 1997
- Mario Coolen, Mensen van Maïs. Gedachten, gebeden, legenden van de Maya's. Solidaridad, Utrecht 1998.
- Wolfgang Cordan (pseud. van Heinrich Wolfgang Horn), Popol Vuh - das Buch des Rates - Schöpfungsmythos und Wanderung der Quiché-Maya, uitg. Eugen Diederichs Verlag, Düsseldorf (1962, 1975); Nederlandse vertaling Popol Vuh : het boek van de raad : mythe en geschiedenis van de Maya's, uitg. Ankh-Hermes, Deventer (1977) ISSN 0925-2134 ISBN 90 202 4856 1
- Rob de Ridder, The Poetic Popol Vuh: an anthropological study. Universiteit van Leiden 1989.
- Leonhard Schultze Jena, Popol Vuh: Das heilige Buch der Quiché-Indianer von Guatemala. W. Kohlhammer, Stuttgart 1972.
- Karl Taube, Aztec and Maya Myths. British Museum Press (The Legendary Past).
- Delia Goetz & Sylvanus G. Morley The book of the people: Popol Vuh - the national book of the ancient Quiché Maya, uitg. The Plantin Press, Los Angeles (1954)
- Sebastiaan Roeling Popol Vuh - het boek van de raad ([Nederlandse vertaling naar de Engelse vertaling. van Goetz & Morley, die gebaseerd was op de vertaling van het Quiché naar het Spaans door Adrián Recinos), uitg. Roeling, Rotterdam (2005) ISBN 90-808554-3-X geb.
- Dennis Tedlock, Popol Vuh : the definitive edition of the Mayan book of the dawn of life and the glories of gods and kings, uitg. Simon and Schuster, New York (1985) ISBN 0-671-45241-X, 0-671-61771-0 pbk
- Jens Rohark, Poopol Wuuj - Das heilige Buch des Rates der K´ichee´-Maya von Guatemala, 2007, ISBN 978-3-939665-32-8